# Коган Олександр Лазарович
Олександр Лазарович Ко́ган (нар. 3 грудня 1895, Одеса — пом. 1 травня 1980, Ленінград) — український радянський композитор, музикознавець і педагог, професор з 1948 року; член Спілки радянських музик України з 1937 року.

## Біографія
Народився 3 грудня 1895 року в місті Одесі (нині Україна). 1925 року закінчив Одеську консерваторію (клас композиції Вітольда Малішевського, Василя Золотарьова).
Після здобуття музичної освіти став одним із організаторів і викладачем музичного училища (з 1933 року — Одеська середня спеціалізована музична школа-інтернат імені П. С. Столярського). У 1933—1937 роках займав в ній посаду заступника директора. Одночасно з 1932 року викладав в Одеській консерваторії. В роки німецько-радянської війни з 1941 по 1944 рік працював викладачем і завідувачем з навчальної частини Куйбишевського музичного училища.
З 1944 по 1976 рік знову викладав в Одеській консерваторії: у 1945—1950 роках — декан теоретичного факультету; у 1951—1968 роках — завідувач кафедрою теорії музики. Серед учнів — музикознавці та композитори В. Шип, М. Каганов, О. Красотов, В. Алексєєв, Й. Дорфман.
1977 року виїхав до Ленінграда, де і помер 1 травня 1980 року.

## Творчість
Твори;
- для симфонфчного оркестру — поема «Одеса» (1946), «Легенда» (1967), дві увертюри (1952, 1954);
- для оркестру народних інструментів — «Дніпро» (1949), Увертюра (1963);
- Струнний квартет (1950), два дитячі квартети (1931, 1935);
- для двох скрипок та віолончелі — Andante Пам'яті Леніна (1931);
- Фортепіанне тріо (1947);
- для скрипки й фортепіано — дві сонатини (1950, 1952);
- для домри й фортепіано — Сонатина (1970);
- п'єси для фортепіано; хори, пісні.

Автор:
- «Учебника сольфеджио» (Одеса, 1930—1931, выпуски. 1–3);
- «Хрестоматии для гармонического анализа» (Одеса. 1933);
- «Пособия для развития слуховых навыков» (Одеса, 1935—1946, выпуски 1–4).